# Bonhoeffer-Kirche (Friedrichsbrunn)

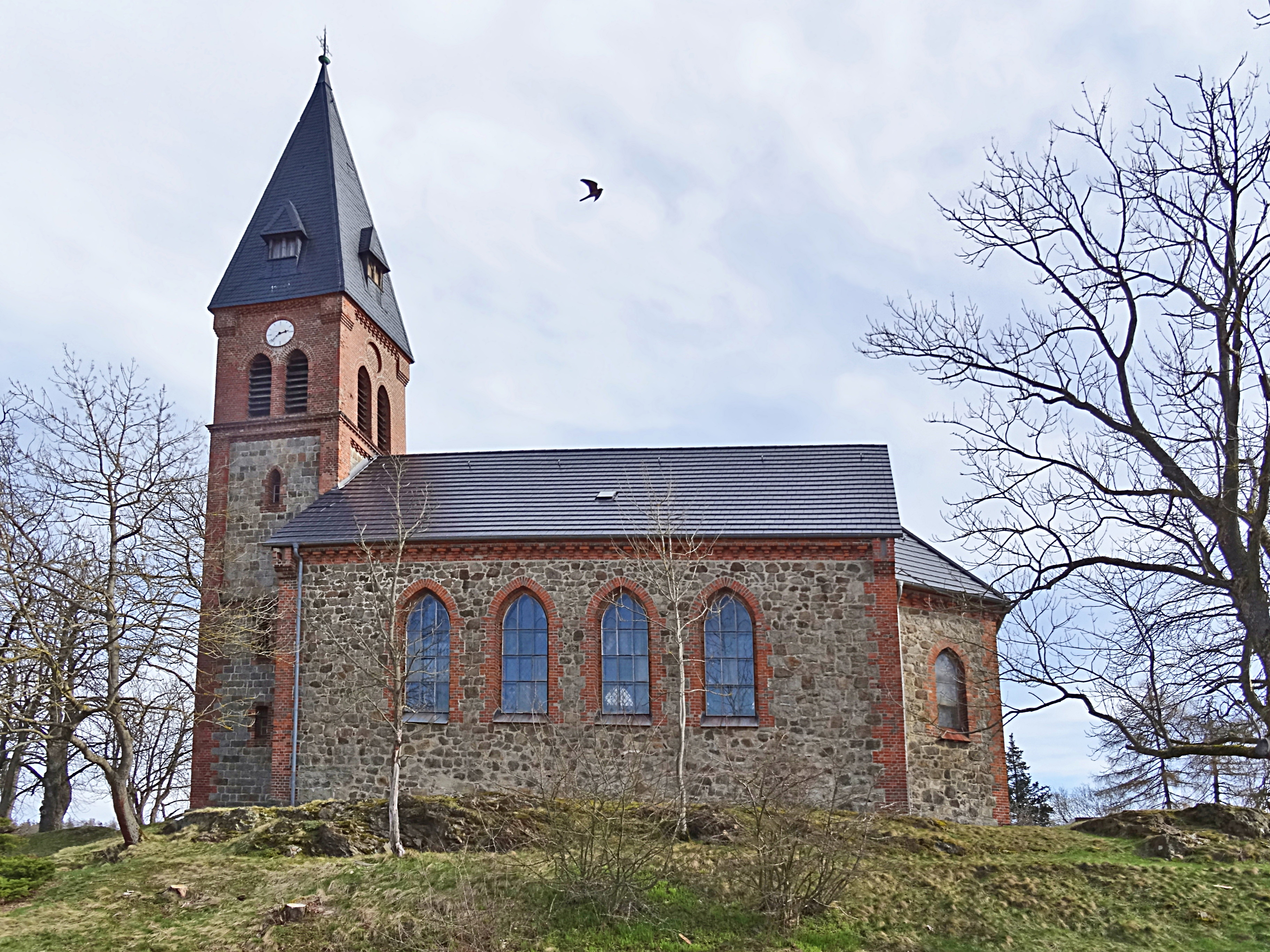
Bonhoeffer-Kirche 2024

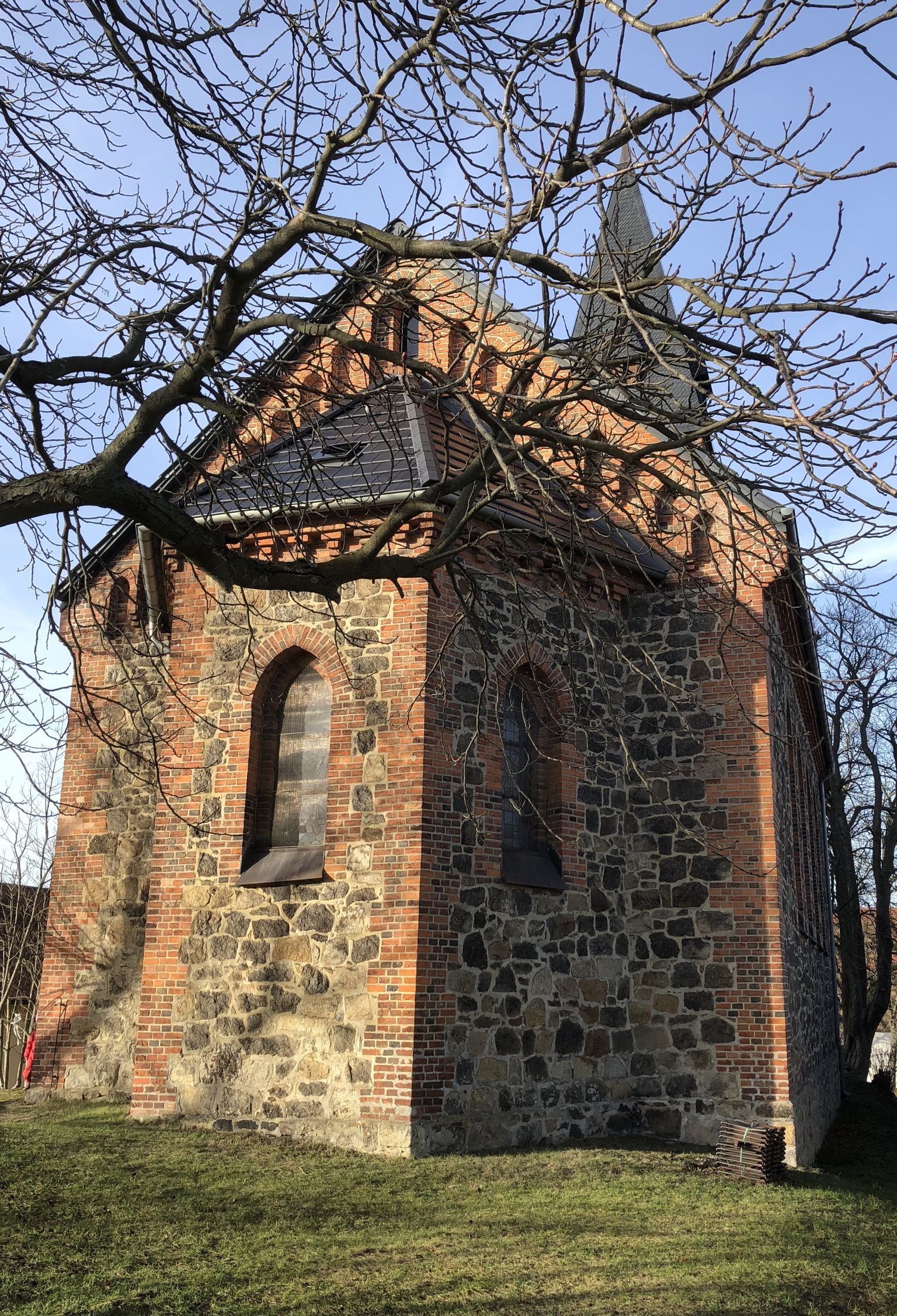
Südostseite

Die Bonhoeffer-Kirche ist eine evangelische Kirche im Ortsteil Friedrichsbrunn der Stadt Thale in Sachsen-Anhalt. Sie ist nach dem Theologen der Bekennenden Kirche und im Widerstand gegen die nationalsozialistische Gewaltherrschaft aktiven Dietrich Bonhoeffer benannt.

## Lage
Die Kirche liegt erhöht auf einem Hügel stehend im Ortszentrum von Friedrichsbrunn auf der Südseite der Hauptstraße an der Adresse Hauptstraße 36 und gehört zum Pfarrsprengel Thale des Kirchenkreises Halberstadt der Evangelischen Kirche in Mitteldeutschland.

## Architektur und Geschichte
Nach der Ansiedlung von Kolonisten und der damit erfolgten Gründung Friedrichsbrunns bat der Stecklenberger Amtmann Leberecht Fischer beim preußischen König um den Bau einer Kapelle, da die neuen Bewohner sehr Gottesfürchtig seien. Tatsächlich entstand 1775 eine kleine Fachwerkkirche. Gottesdienste wurden bis zu achtmal im Jahr vom Neinstedter Pfarrer Johann Tobias Blume gehalten. 1796 berichtete der Suderoder Pfarrer Johann Friedrich Wenzel von einer Baufälligkeit der Kirche und wandte sich um Hilfe an den König Friedrich Wilhelm II. Später wies Pfarrer Bergmann darauf hin, dass sich in der Kirche im Winter Schnee ansammele, der erst im Frühling wieder schmelze. Die baulichen Mängel gingen auf die Verwendung ungeeigneter Hölzer zurück und betraf auch andere Bauten der Kolonisten. Bedingt durch die napoleonischen Kriege unterblieben jedoch zunächst bauliche Maßnahmen und wurden dann erst nach Kriegsende durchgeführt. Allerdings blieb der bauliche Zustand kritisch, die kleine und arme Gemeinde Friedrichsbrunn hatte erhebliche Probleme mit der Aufwendung der für die Instandhaltung erforderlichen Mittel. So wurde der Kirchturm als einsturzgefährdet beschrieben. Pfarrer Friedrich Heine beklagte am 25. Mai 1830 die Baufälligkeit und bat zugleich um eine kleine Orgel als Gnadengeschenk. Die Bekleidung von Altar und Kanzel wurden im Laufe der Zeit erneuert. Ein Gesangbuch wurde der Kirche von einem Unbekannten zugewandt. Außerdem erhielt die Kirche einen eisernen Ofen und es entstand eine Gemeindebücherei mit 45 Büchern. Der Kirchhof erhielt eine Umfriedung.
1878 wurde die alte baufällige Kirche erst polizeilich gesperrt und dann 1879 abgerissen. Die schlicht gestaltete neue heutige Kirche wurde dann in den Jahren 1879/1880 errichtet. Die Einweihung erfolgte am 16. September 1880 durch Superintendent Moeller. Das als Saalkirche erbaute Kirchengebäude zeigt in seiner Ausführung Elemente der Neogotik. Das Kirchenschiff verfügt über einen nach Südosten ausgerichteten dreiseitigen Chorabschluss. Die Fassaden sind steinsichtig erstellt und durch den Wechsel von Granitflächen und Ziegelsteinelementen gegliedert. Es handelt sich um die einzige aus Granit errichtete Kirche im Ostharz.
Friedrichsbrunn wurde zum selbständigen Pfarramt erhoben. Für die Kirche wurde auch ein Kirchensiegel angeschafft. 1882 erwarb die Gemeinde von der Gemeinde der Sankt-Katharinen-Kirche in Magdeburg eine Orgel. Schon bald stellten sich jedoch neue bauliche Probleme ein. So wurde an der Nordseite Hausschwamm festgestellt, außerdem bildeten sich Risse. Der an der Nordwestseite befindliche Kirchturm wurde 1896 unter Leitung eines Quedlinburger Baurates hinzugefügt. Die Einweihung des 33 Meter hohen Turms erfolgte am 5. November 1896. Die Kirche erhielt auch eine Glocke sowie eine Uhr. Der Kirchplatz vor der Kirche erhielt eine Bepflanzung mit Bäumen.
Das Schiff wird von einer Balkendecke, der Chor von einem Kreuzrippengewölbe überspannt. Die Fenster des Chors sind mit Darstellungen von Christus, dem Auge Gottes und die Taube des Heiligen Geists. Die Ausstattung im Kircheninneren geht im Wesentlichen auf die Bauzeit zurück. Das Orgelprospekt und die Orgelempore sind im Stil der Neogotik ausgeführt. Außerdem besteht ein klassizistisches Kastengestühl.

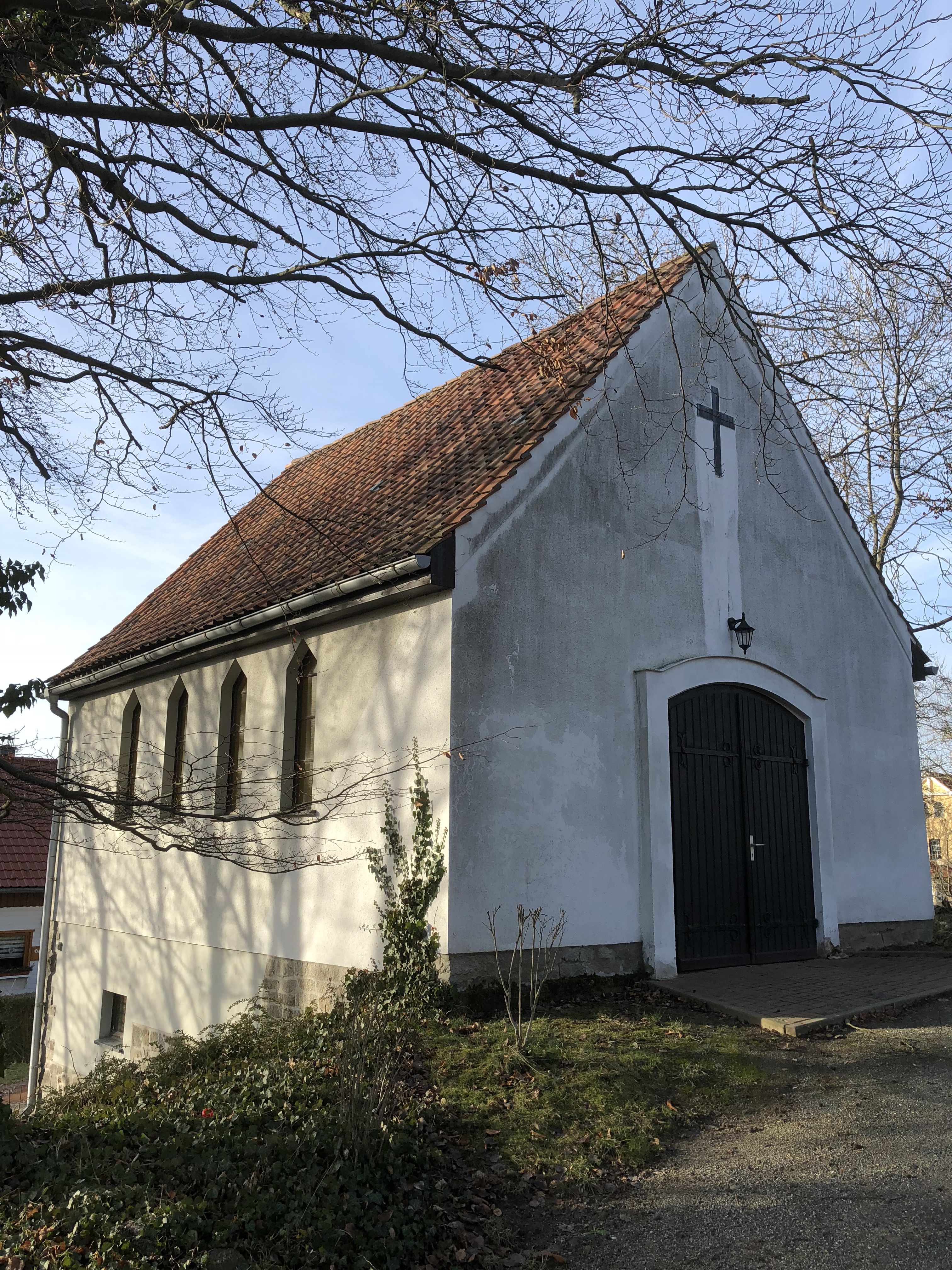
Friedhofskapelle

1902 entstand die Leichenhalle. Im Jahr 1911 wurde die Orgel durch Orgelbauer Röver aus Hausneindorf weitgehend erneuert. Während des Ersten Weltkriegs musste die große Kirchenglocke, die Pfeifen der Orgel mit einem Gewicht von 40 Kilogramm und die Blitzableiter zur Einschmelzung für Rüstungszwecke abgegeben werden. Nach Kriegsende erhielt die Kirche eine elektrische Beleuchtung. 1925 erhielt sie dann auch eine neue in Apolda gegossene Bronzeglocke.
1940 wurde die Orgel wiederum erneuert. Während des Zweiten Weltkriegs wurde die Kirche durch Beschuss beschädigt, 1951 dann jedoch instand gesetzt. Bei Renovierungsarbeiten in der Zeit um 1970 wurden die Reste der ursprünglichen Malereien weiß übertüncht. Zugleich wurden Altar und Taufe aus Granitmauerwerk neu erstellt.
In den Jahren 1992 bis 1996 erfolgte eine Restaurierung der Kirche. Am 8. November 1996 wurde die Kirche feierlich als Bonhoeffer-Kirche nach Dietrich Bonhoeffer benannt. Die Familie Bonhoeffer hatte in Friedrichsbrunn ein Ferienhaus, und auch Dietrich Bonhoeffer hielt sich wiederholt im Ort auf. 2010 wurde das Pfarrhaus verkauft. Ein Gemeinderaum besteht jedoch in der Hauptstraße 23 in Friedrichsbrunn.
Vor der Westseite der Kirche befindet sich das 1924 errichtete, an die Gefallenen des Ersten Weltkrieges erinnernde Kriegerdenkmal Friedrichsbrunn.
Im örtlichen Denkmalverzeichnis ist die Kirche unter der Erfassungsnummer 094 21099 als Baudenkmal eingetragen.